# 新井英男
新井英男（あらい ひでお、1954年1月14日 - ）は、日本の行政管理（総務）・総務官僚。
2024年4月に瑞宝中綬章を受章した。

## 略歴
- 1978年 早稲田大学政治経済学部政治学科卒業[2][3]
- 1978年4月 行政管理庁入庁（行政管理局）[3]
- 1986年10月 総務庁長官官房老人対策室企画第二担当参事官補[4]
- 1987年4月 総務庁行政管理局副管理官[4]
- 1990年7月 大蔵省理財局国有財産第二課長補佐[4]
- 1992年7月 総務庁行政管理局調査官[4]
- 1993年11月 農林水産省食品流通局企画課主席企画官[3]
- 1995年6月 総務庁統計局統計基準部統計審査官[3]
- 1997年7月 総務庁行政監察局監察官[3]
- 2001年1月6日 総務省行政評価局政策評価官[5]
- 2004年4月1日 総務省統計局統計基準部統計企画課長[6]
- 2005年8月 総務省統計企画管理官（政策統括官付）[3]
- 2006年7月 中部管区行政評価局長 [3]
- 2007年1月 総務省大臣官房審議官（行政評価局担当）[3]
- 2007年7月 （併任）総務省行政評価局年金記録確認中央第三者委員会事務室長[3]
- 2011年8月26日 総務省行政評価局長[2]
- 2012年9月11日 内閣官房行政改革推進室長、内閣官房行政改革実行本部事務局次長[7]